# William Dawes (archevêque)
Pour les articles homonymes, voir Dawes.
William Dawes est un prélat anglican né le 12 septembre 1671 à Lyons, près de Braintree, dans le comté d'Essex, et mort le 30 avril 1724 à Westminster. Il est évêque de Chester de 1708 à 1714, puis archevêque d'York jusqu'à sa mort.

## Biographie
William Dawes est le benjamin des trois fils du baronnet John Dawes, mort en 1671. Il étudie à la Merchant Taylors' School de Londres, puis au St John's College de l'université d'Oxford et enfin au St Catharine's College de l'université de Cambridge. Après la mort de ses deux frères aînés, il hérite du titre de baronnet en 1690, mais poursuit sa carrière ecclésiastique et universitaire. Devenu chapelain du roi Guillaume III en 1697, il obtient la prébende de la cathédrale de Worcester l'année suivante et se fait connaître pour ses qualités d'orateur. Il occupe également des positions importantes à Cambridge, étant élu maître de son ancien college en 1697, puis vice-chancelier de l'université en 1698.
Le 8 février 1708, Dawes est sacré évêque de Chester par l'archevêque d'York John Sharp. À ce titre, il siège à la Chambre des lords, dans les rangs des tories dont il se distancie dans les années 1710. En accord avec le souhait de son protecteur John Sharp, il est choisi par la reine Anne pour lui succéder à la tête du siège d'York. Il est sacré archevêque le 9 mars 1714. Dans le débat qui entoure la succession de la reine, il fait partie des tories qui soutiennent la maison de Hanovre.
Dawes meurt à Westminster le 30 avril 1724. Il est inhumé à St Catharine's College. De sa femme, Frances D'Arcy, il laisse un fils et une fille.